# Евангелическое общество
Евангели́ческое о́бщество (фр. Société Évangélique, нем. Evangelisches Gemeinschaft ) — движение внутри кальвинизма. Основано в 1830 в Женеве, но вскоре распространилось и на территории Франции.
Было создано с целью поддержания и распространение протестантизма, наиболее близко идеологически немецкому обществу Густава-Адольфа. Боролось против либерального протестантизма не меньше, чем против католицизма. Такое же название было у пиетистского общества в Швейцарии, которое старалось парализовать деятельность либеральных профессоров и проповедников, ставя наряду с ними верующих доцентов и иным образом заботясь о развитии своего культа.
Негативное описание данного движения дано в романе Альфонса Доде «Евангелистка».